# Autopodnik Gatter

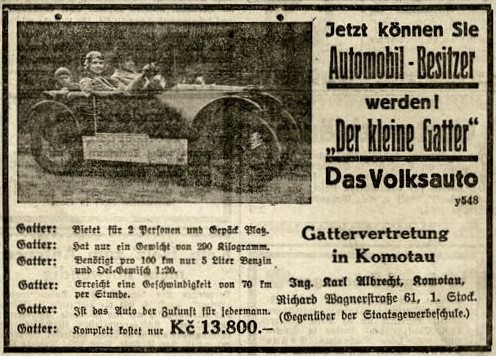
Werbung zu Gatters „Volksauto“ von 1931

Das Gatter Autowerk Reichstadt (im Tschechischen auch „Gatter Autopodnik Zákupy“ oder Autopodnik Gatter genannt) war ein Hersteller von Automobilen aus Zákupy (Reichstadt) in der Tschechoslowakei. Das Autowerk wurde 1930 gegründet und bestand bis April 1937. Über die Zahl der gebauten Fahrzeuge gibt es widersprüchliche Angaben. Nennen manche Autoren etwa 40 Fahrzeuge auf Basis von Zulassungsstatistiken gehen andere Forscher auf Basis von Steuerdaten von bis zu 1650 produzierten Wagen aus.

## Vorgeschichte

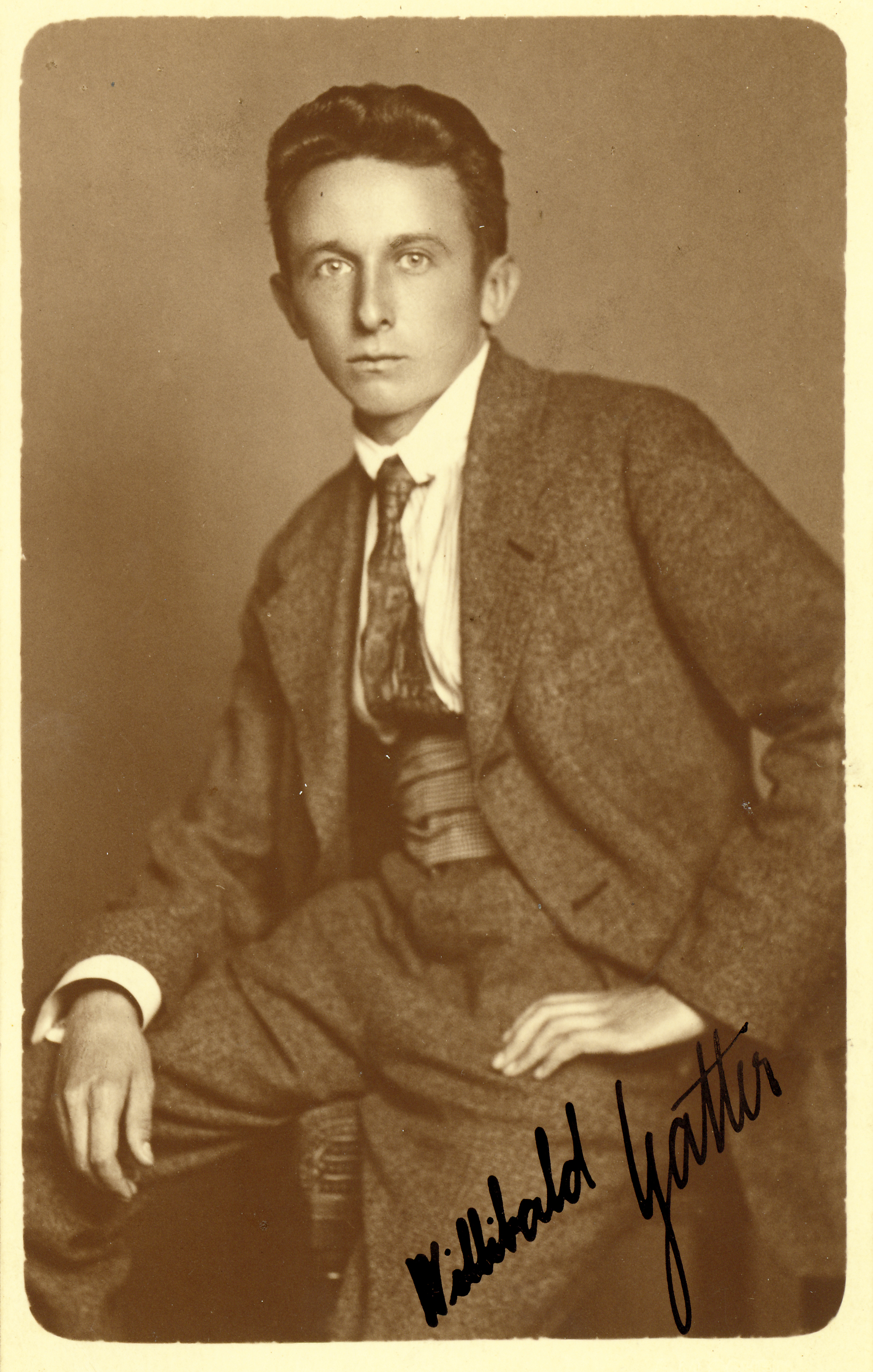
Signiertes Porträt von Willibald Gatter, Wien 1924

Willibald Gatter, der zuvor bei Austro-Daimler tätig war, entwarf zwischen 1925 und 1929 als technischer Leiter der neuen Automobil-Sparte der Georg Schicht AG in Aussig/Elbe einen Prototyp eines „Volksautos“, der 1928 erstmals der Öffentlichkeit präsentiert wurde. Doch die Weltwirtschaftskrise 1929 beendete dort die Pläne zur Aufnahme einer Serienproduktion.

## Gatter Autowerk Reichstadt
Am 22. November 1929 stellte Willibald Gatter in Zákupy (deutsch Reichstadt) den Antrag zur Erbauung einer Fabrikationshalle und am 13. September 1930 wurde ihm schließlich die gewerberechtliche Genehmigung für die „Herstellung von Kraftfahrzeugen im Gebäude N.C. 126 in Reichstadt-Vorstadt“ erteilt. Das Gedenkbuch der Stadt Reichstadt vermerkt mit Datum 1929 „Herr Ingenieur Willi Gatter aus Hühnerwasser... beabsichtigt Automobile kleineren Typs in einfacher Ausfertigung und zu bedeutend billigeren Preisen herzustellen.“ Im Oktober 1930 begann die Produktion. Ende 1931 war die erste Fabrikationshalle zu klein geworden. Gatter erwarb im Januar 1932 die angrenzende Parzelle und errichtete hier ein großes Fabrikgebäude. Das ursprüngliche Werksgebäude wurde zur Wartungshalle für bereits laufende Gatter-Wagen umfunktioniert.
Die deutsche Firma nannte sich zunächst „Gatter Fahrzeugbau Reichstadt“ (in tschechischen Werbeprospekten von 1930/31 übersetzt als „Gatter Autopodnik Zákupy“). Spätestens ab 1932 nannte sich das Unternehmen „Gatter Autowerk Reichstadt“ (im Tschechischen übersetzt als „Gatter Auto Zákupy“).

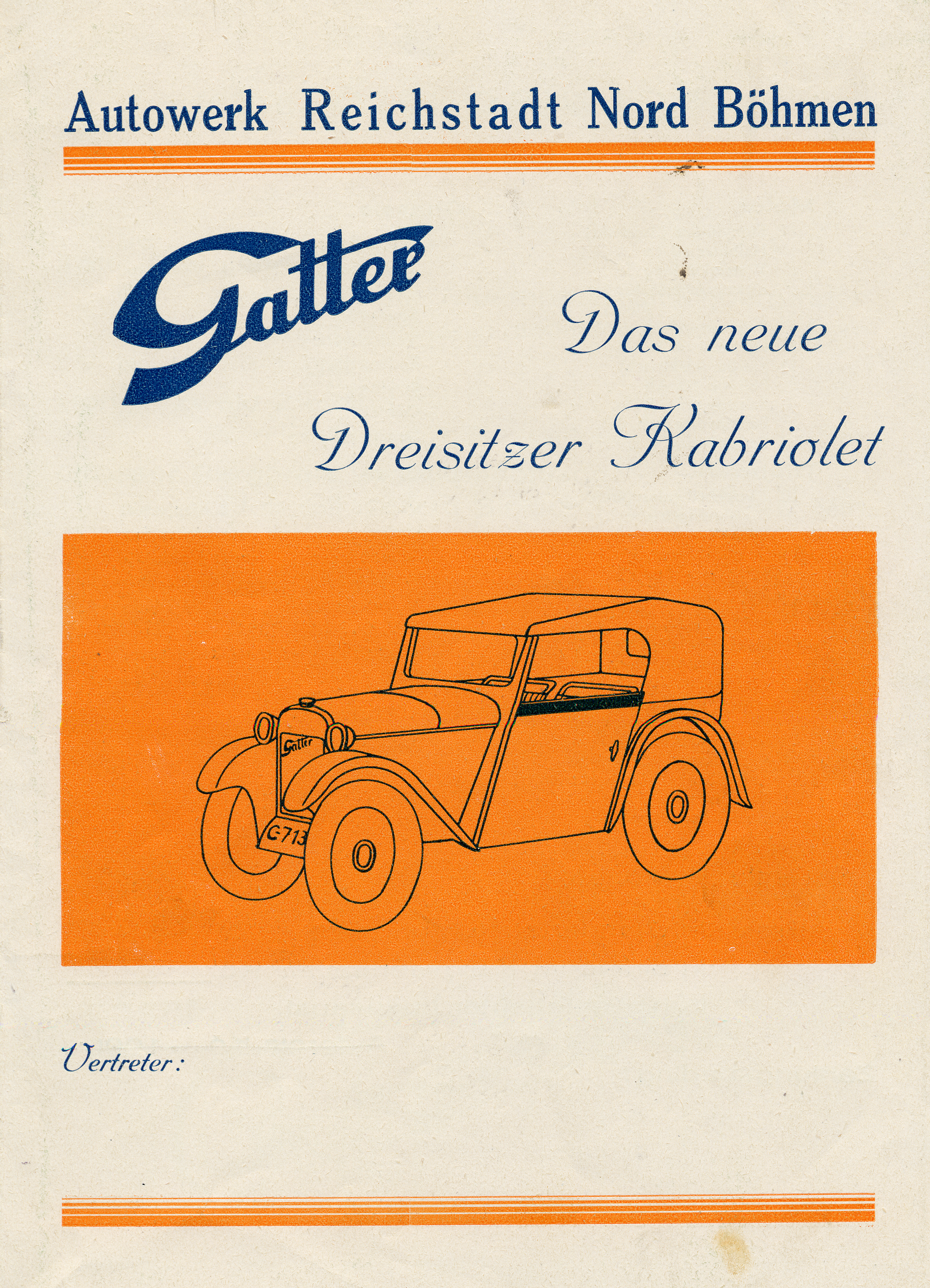
Werbeprospekt zum Gatter-Auto aus dem Jahr 1932

Die Wirtschaftskrise, welche die Tschechoslowakei in den dreißiger Jahren zunehmend erfasste, ging auch am Autowerk Gatter nicht spurlos vorüber. Gatters wichtigste Klientel verarmte rasch. Aufgrund zunehmender Feindseligkeit zwischen Tschechen und Deutschen fiel Mitte der 1930er Jahre auch der tschechische Käuferkreis als Kunden aus. Eine Zeit lang konnte sich das Werk durch die Produktion von Nutzfahrzeugen, etwa kleinen Last- und Lieferwagen und der Reparatur bereits laufender Gatter-Wagen am Leben erhalten. Im Jahre 1937 war das Autowerk Gatter gezwungen zu schließen.

## Fahrzeuge

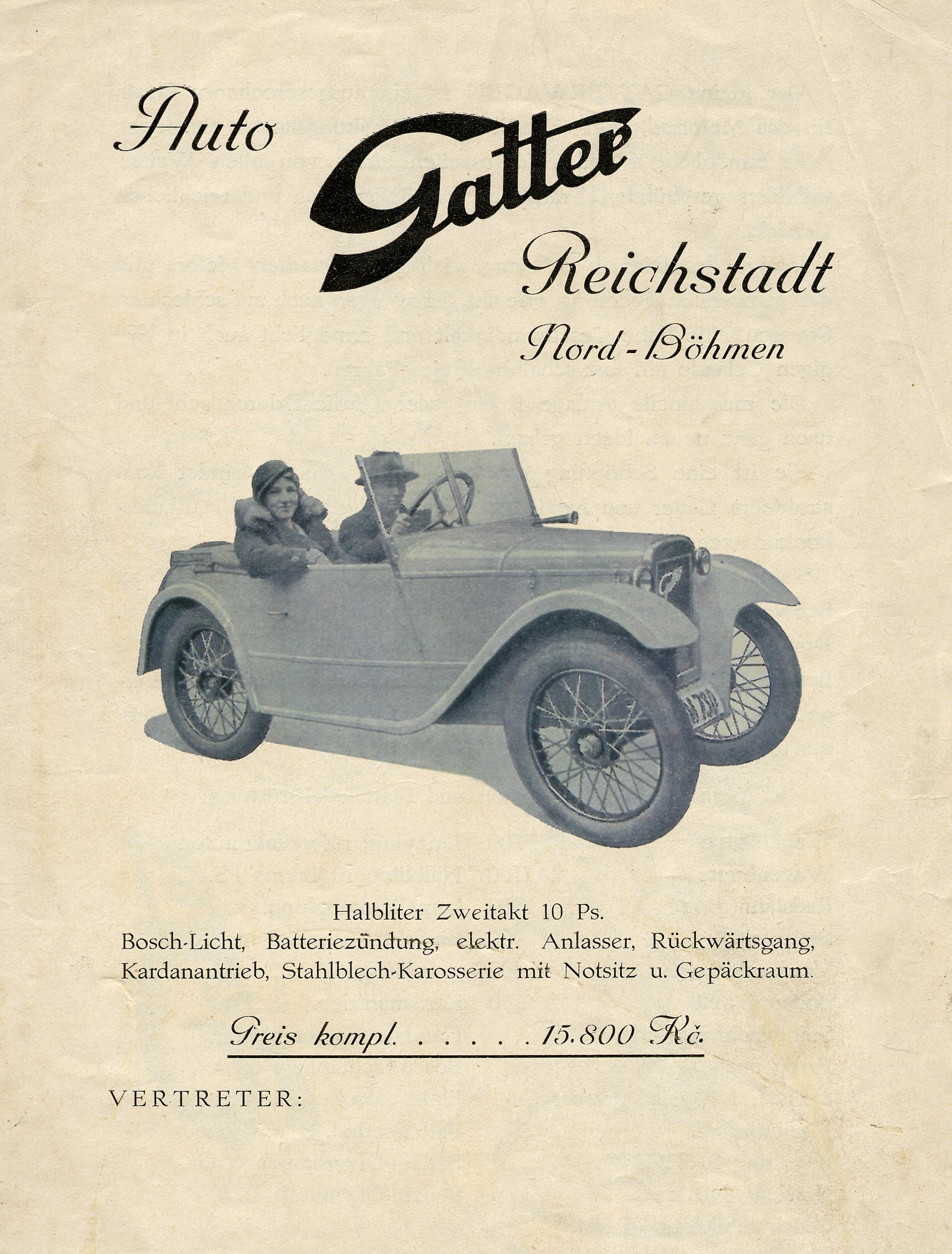
Ein Werbeprospekt zum Gatter-Auto von 1934

Der erste Wagen war ein reines Zweckfahrzeug. Unter der Stahlblechkarosserie des 9-PS-Fahrzeuges befand sich ein leichtes aber stabiles Holzgerüst, das es dem kleinen Auto ermöglichte, eine Höchstgeschwindigkeit von 60 km/h zu erreichen. Der Wagen hatte eine Länge von 2,60 Metern. Der Motor war luftgekühlt mit zwei Ventilatoren, besaß einen Handstarter und bot zwei Personen mit Gepäck Platz. Das Fahrzeug verfügt über zwei Vorwärtsgänge, besaß jedoch noch keinen Rückwärtsgang. Hatten frühe Modelle noch einen Zweitaktmotor von Villiers Ltd, so entwickelte Gatter ab 1932 eigene Motoren, die bei der Firma Julius Winkler in Warnsdorf, einer Gießerei und Armaturenfabrik, gegossen wurden.
Ab 1932 wurde auch die Karosserie eleganter gestaltet und die vormals steile Windschutzscheibe nun aerodynamisch leicht nach hinten gekippt. Die Sitze des 1932er Modells waren mit strapazierfähigem Cordsamt bezogen, auf Wunsch konnte der Wagen noch mit einem zusätzlichen Schonbezug für Sitze und Innenwände ausgestattet werden, der mit Druckknöpfen angebracht war und so zum Waschen leicht entfernt werden konnte. Dieser Wagentyp besaß nur eine Türe, die auf der Beifahrerseite angebracht war. Die Galanterie verlangte damals schließlich eine Türe für den weiblichen Beifahrer, während sich der Fahrer selbst, sportlich aus dem Wagen schwang, oder weniger sportlich, auf der Beifahrerseite aussteigen konnte. Modelle ab 1933 wurden dann mit einer zusätzlichen Fahrertüre ausgestattet, was dem Kundenwunsch entsprochen haben dürfte.
Ab 1932 wurden Viersitzer mit Fließheck und einem von außen zugänglichen Kofferraum produziert. Alle Modelle ab 1933 waren serienmäßig auch mit einem Rückwärtsgang ausgestattet. Dies bot mehr Fahrkomfort und Sicherheit. 1933 erreichten die Gatter-Wagen mit ihren nun 10 PS eine Geschwindigkeit von 75 km/h.

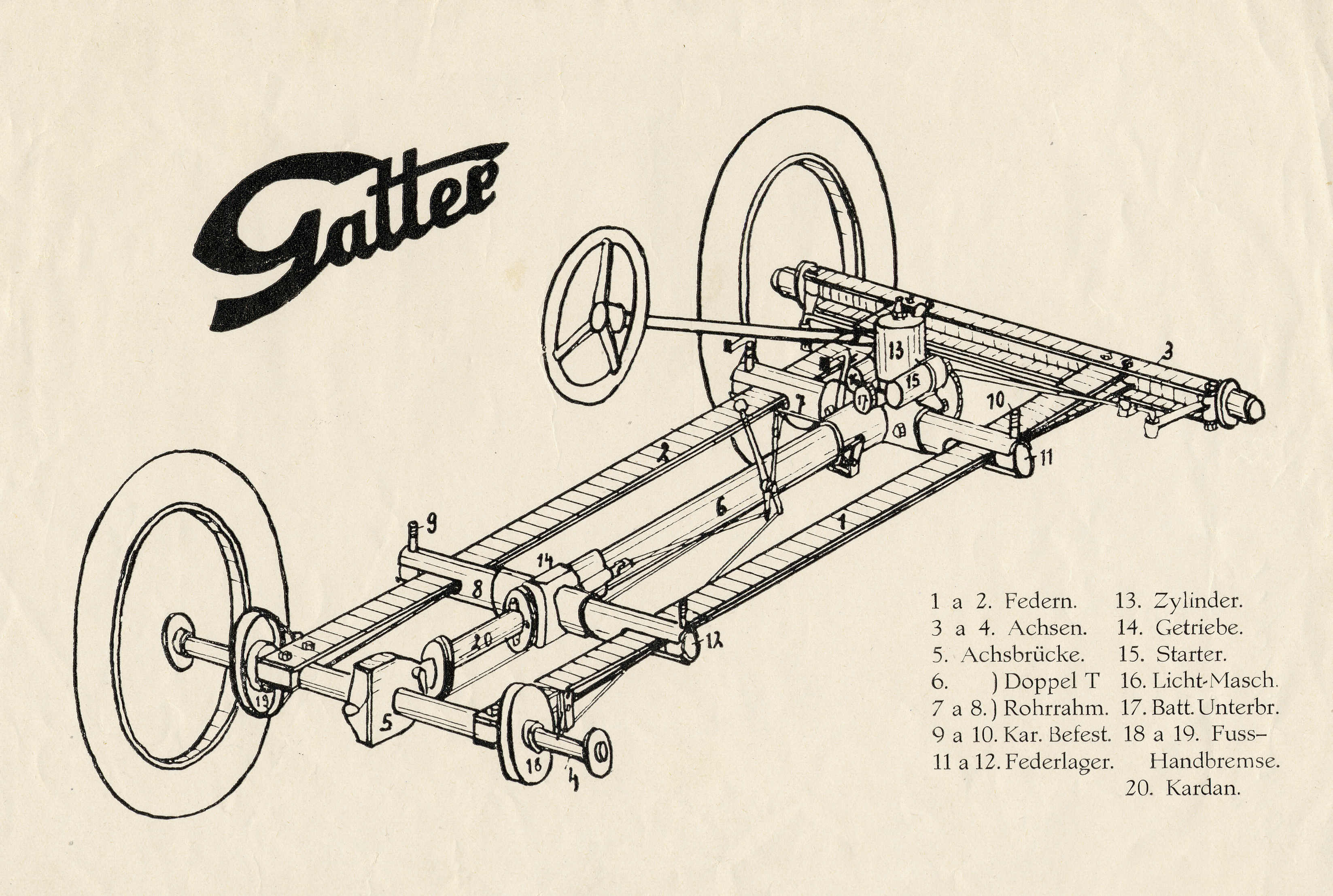
Fahrwerk des Gatter-Autos. Innenseite eines Werbeprospekts von 1934

Das Fahrzeug gilt heute als einer der ersten Volkswagen aufgrund seiner einfachen Handhabung und des niedrigen Anschaffungspreises. Der Gatter-Wagen war daher in den 1930er Jahren auch als das „Auto zum Motorradpreis“ oder schlicht als „Gatter Volksauto“ bekannt.
Auf Basis von Steuerzahlungen des Autowerkes ist von einer produzierten Stückzahl von rund 1650 „Kleinen Gatter“-Fahrzeugen auszugehen. So nennt etwa Šuman-Hreblay für das Jahr 1930 acht produzierte Wagen. 1931 sind es bereits 203 Fahrzeuge und 1932 verlassen 479 Wagen das Werk in Reichstadt. Im Jahr 1933 erreicht die Produktion ihren Höhepunkt mit 631 Fahrzeugen. Doch ab 1934 lässt die Nachfrage bereits stark nach und nur noch 224 Wagen werden verkauft. 1935 sind es noch 87 Stück und 1936 verlassen gerade noch 21 Autos das Werk.

## Renneinsätze
Erfolge waren Goldmedaillen beim Böhmischen Bergrennen und der Riesen- und Isergebirgsfahrt, und Klassensiege beim Großen Bergpreis von Deutschland, der Schwarzwald-Zielfahrt und der Tatra-Sternfahrt.
1931 trat Gatter beim Großen Bergpreis von Deutschland am Schauinsland mit einem seiner Fahrzeuge an. Er bewältige die 720 Kilometer lange Rennstrecke mit 350 cm³ in 17:38 Stunden und einer Durchschnittsgeschwindigkeit von 40,7 km/h. Mit einem elften Platz zog Gatter am 26. Juli 1931 zur Siegerehrung in Freiburg ein. Zuvor hatte er aus Prag kommend den 5. Platz bei der Zielfahrt des Rennens belegt.

## Vertretungen
1931 befanden sich Gatter-Automobilvertretungen bereits in Komotau, Böhmisch Leipa, Gablonz, Prag und in den angrenzenden deutschen Reichsgebieten, so im bayrischen Weiden und Regensburg, und in Chemnitz und Dresden in Sachsen.

## Heutiger Bestand
Heute existiert wohl nur noch ein Gatter Wagen. Es ist ein 1932er Viersitzer mit Rückwärtsgang und Kettenantrieb. Der Auto- und Motorradliebhaber Jiří Beran aus Český Dub fand das Fahrzeug in den 1970er Jahren in einer Scheune in Jičín und restaurierte ihn. Zeitweilig war das Fahrzeug im Automuseum in Vratislavice nad Nisou ausgestellt.

## Ehrung

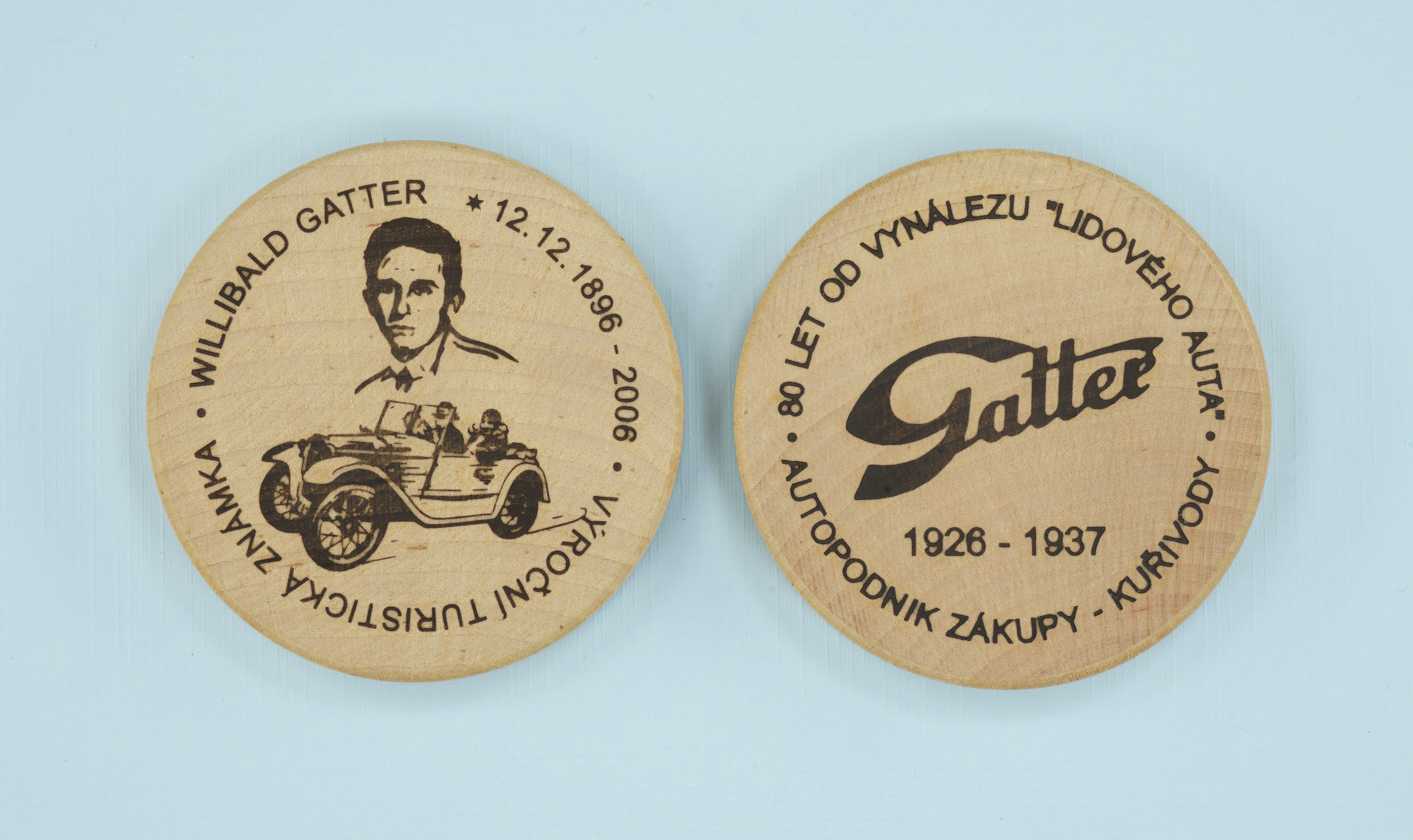
Tschechische Gatter-Plakette von 2006 für Willibald Gatters „Lidového Auta“

Im Dezember 2006, zum achtzigsten Gründungsjubiläum des Autowerkes und dem 110. Geburtstag seines Erbauers, wurde der Wagen in Tschechien mit einer Gedenkplakette als „Lidového Auta“ geehrt; als das erste in Serie gebaute „Volksauto“.